# Sid Daniels
Sidney Edward Daniels, detto Sid (Portsmouth, 19 novembre 1893 – Portsmouth, 25 maggio 1983), è stato un marinaio e cameriere inglese, famoso per essere stato un superstite dell'equipaggio del RMS Titanic.

## Biografia
Sidney "Sid" Daniels nacque a Portsmouth, in Inghilterra, settimo degli otto figli di Walter James Daniels (1852-1920) e Louisa Mary Hunter (1857-1911), che si sposarono nel 1877. I suoi fratelli erano Walter James (1878-1963), Alice Louisa (1879-1958), George Alfred (1881-1974), Mabel Grace (1883-1949 ), Albert Frank (1885-1951), Ernest Frederick (1889-1971) e Dorothy May (1898-1984).
Nel 1911 la madre morì e Sid, che viveva con il padre, due sorelle e un fratellastro, incominciò a lavorare come cameriere a bordo del RMS Olympic della White Star Line ed era presente a bordo di tale nave quando essa entrò in collisione con la HMS Hawke.

## Titanic
All'età di 18 anni e mezzo, Sid s'imbarcò come steward di terza classe sul RMS Titanic, nave gemella dell'Olympic, in partenza per il suo primo viaggio da Southampton il 10 aprile 1912. Sul Titanic fece amicizia con il collega Francis Edbrooke, figlio di un amico di suo padre.
Durante la notte tra il 14 ed il 15 aprile 1912, quando il Titanic si schiantò contro un grosso iceberg, Sid stava dormendo nella sua cuccetta insieme ad altri camerieri quando alcuni colleghi entrarono nella cabina e gli ordinarono di salire sul ponte con le cinture di salvataggio. Il gruppo si diresse verso il ponte lance e aiutò i membri dell'equipaggio a far salire le donne e i bambini sulle lance di salvataggio. Dopo aver svolto il suo compito, Sid si diresse a prua, dove aiutò l'equipaggio nella messa in mare della zattera pieghevole B, ma l'acqua lo travolse e fu costretto a nuotare per salire sulla zattera rovesciata. Una volta salito a bordo incominciò a pregare e disse ad un uomo anziano di essere esausto e di voler dormire, ma l'uomo lo tenne sveglio spiegandogli che, se si fosse addormentato, sarebbe morto per il freddo.
La nave affondò e la zattera, dopo un paio d'ore, venne raggiunta dalle lance di salvataggio n. 12 e n. 4 e abbandonata alla deriva. Gli occupanti, insieme agli altri superstiti, vennero tratti in salvo dal Carpathia. A bordo della nave soccorritrice Sid bevette per la prima volta il caffè.

## Dopo il naufragio delTitanic
In seguito, durante la prima guerra mondiale, Daniels fu arruolato nel Royal Army Service Corps ma non combatté in nessuna battaglia, tornando a casa nel 1915. L'anno seguente sposò Gertrude Jessie Edbrooke (1894-1918), sorella minore del collega e amico Francis Edbrooke, che morì sul Titanic. Non ebbero figli perché Gertrude morì nel 1918.
Sid si risposò nel 1920 con Alfreda Kathleen Clements (1895-1989) e da lei ebbe sette figli: Kathleen (1922-1966), Sidney (1925), Albert (1928), Robert John (1930-1981), Marion (1932), Richard (1935) e Jean (1938).
Daniels continuò a lavorare in mare e a servire nella marina mercantile anche durante la seconda guerra mondiale. Morì a Portsmouth il 25 maggio 1983 all'età di 89 anni, diventando l'ultimo superstite dell'equipaggio del Titanic a morire (mentre l'ultima persona in assoluto ad essersi salvata dal naufragio a scomparire fu Millvina Dean, all'epoca una neonata di due mesi, morta nel 2009). Dopo la sua morte, sua moglie Alfreda si trasferì nel Surrey e vi morì nel 1989.